# Stanisław Masior
Stanisław Masior (ur. 7 kwietnia 1912 w Tarnobrzegu, zm. w 1993) – polski technolog fermentacji, profesor Politechniki Łódzkiej.

## Życiorys
W 1935 roku ukończył studia na Wydziale Chemicznym Politechniki Lwowskiej. W latach 1935–1943 pracował w Katedrze Technologii Rolnej Politechniki Lwowskiej. Po wojnie kontynuował pracę jako zastępca kierownika Katedry Technologii Przemysłu Rolnego Politechniki Wrocławskiej, w której doktoryzował się w 1947 roku, zaś stopień doktora habilitowanego uzyskał w 1950 roku. Tytuł profesora zwyczajnego otrzymał w 1968 roku. W 1952 roku objął kierownictwo Katedry Technologii Fermentacji w Politechnice Łódzkiej, które pełnił do 1970 roku. Był dziekanem Wydziału Chemii Spożywczej PŁ w latach 1966–1968 i dyrektorem Instytutu Technologii Fermentacji i Mikrobiologii w latach 1970–1973. W latach 1938–1940 był wykładowcą w Szkole Gorzelniczej w Dublanach pod Lwowem i instruktorem Instytutu Przemysłu Fermentacyjnego w Warszawie na okręg Lwów. W latach 1946–1949 pełnił funkcję dyrektora Oddziału Chemii Technicznej Politechniki Wrocławskiej.
Ściśle współpracował z przemysłem fermentacyjnym. Wiele prac jego autorstwa lub współautorstwa z dziedziny piwowarstwa, winiarstwa, produkcji kwasów spożywczych, zostało wdrożonych i opatentowanych. Był autorem i współautorem ponad 90 publikacji, wypromował 10 doktorów. W uznaniu za swą działalność otrzymał m.in. Krzyż Oficerski  i Kawalerski Orderu Odrodzenia Polski, Medal Komisji Edukacji Narodowej i Odznakę Zasłużony Nauczyciel PRL.